# Cemitério Oak Ridge
O Cemitério Oak Ridge é um cemitério localizado em Springfield, Illinois, nos Estados Unidos.
A Tumba de Lincoln, que serve de local de descanso final para Abraham Lincoln, sua esposa e todos dos seus filhos que está localizado em Oak Ridge. Uma série de outros destaques políticos e de pessoas são igualmente enterrados no cemitério em Illinois.
Como resultado do Túmulo de Lincoln, Oak Ridge é o segundo cemitério mais visitado dos Estados Unidos, após o Cemitério Nacional de Arlington.
O Cemitério tem memoriais para a Guerra da Coréia, a II Guerra Mundial e a do Vietnã o Memorial dos Veteranos.

## Enterros notáveis
- William Henry Bissell
- John Cook
- Shelby Moore Cullom
- Ninian Edwards
- William Lee D. Ewing
- William Herndon
- Elias Iles
- William Jayne
- John J.H. Kelly (Medalha de Honra)
- John L. Lewis
- Abraham Lincoln - Décimo sexto presidente durante a Guerra Civil
- Mary Todd Lincoln - A esposa de Abraham Lincoln
- Vachel Lindsay
- John Alexander McClernand
- John Riley Tanner
- Arthur Harrison Wilson (Medalha de Honra)